# Jason Smith (actor)
Jason Smith es un actor australiano conocido por haber interpretado a Robbie Hunter en la serie australiana Home and Away y a Casey Rhodes en Power Rangers Jungle Fury.

## Biografía
Es muy buen amigo de los actores Isabel Lucas y del actor Chris Hemsworth.
En el 2008 comenzó a salir con la actriz neozelandesa Anna Hutchison, pero más tarde la relación terminó.

## Carrera
A la edad de 13 años hizo varios trabajos en la radio.
En el 2000 interpretó en dos episodios a Neil Wilson en la serie Water Rats, en 1996 apareció en un episodio interpretando un personaje diferente.
En el 2001 apareció como invitado en una de las aclamadas series australianas All Saints, donde interpretó a Cameron Moyes.
En el 2003 se unió al elenco de la exitosa serie australiana Home and Away donde interpretó a Robbie Hunter hasta el 2007, luego de que Robie se fuera de Summer Bay junto a su esposa e hija. Por su interpretación fue nominado a un premio logie en el 2005 en la categoría de artista masculino nuevo más popular, ese mismo año ganó dos premios Nickelodeon por "Fave Tv Star" y "Fave Pash". También en el 2003 apareció en la serie Ocean Star donde dio vida a Dylan Steadman en doce episodios.
En el 2004 dio vida a Jimmy Williams en la película The Mystery of Natalie Wood.
En el 2005 se unió al grupo de famosos que participó en la segunda temporada de la competencia de baile australiana Dancing with the Stars, en donde quedó en cuarto lugar junto a su pareja la bailarina profesional Luda Kroitor.
En el 2008 se unió a la serie infantil Power Rangers Jungle Fury, en donde se convirtió en el Power Ranger Rojo Casey Rhodes.
En el 2010 apareció en la película de aventura y drama The Rum Diary, ese mismo año también apareció en la película de acción y guerra Red Dawn, donde interpretó a Jake. Ese mismo año apareció en la serie de drama, acción y fantasía Legend of the Seeker, donde interpretó a Gryff, un joven que está comprometido en matrimonio por decreto de su padre y que busca escaparse dejando su vida atrás.

## Filmografía

### Series de televisión
| Año         | Serie                         | Personaje      | Notas                            |
| ----------- | ----------------------------- | -------------- | -------------------------------- |
| 2021        | Power Rangers Dino Fury       | Brineblast     | Voz, episodio "Winning Attitude" |
| 2014        | Power Rangers Super Megaforce | Casey Rhodes   | episodio "Spirit of the Tiger"   |
| 2008        | Legend of the Seeker          | Gryff          | episodio "Identity"              |
| 2008        | Power Rangers Jungle Fury     | Casey Rhodes   | 32 episodios                     |
| 2003 - 2007 | Home and Away                 | Robbie Hunter  | 106 episodios                    |
| 2003        | Ocean Star                    | Dylan Steadman | 12 episodios                     |
| 2001        | All Saints                    | Cameron Moyes  | episodio "Child's Play"          |
| 1996, 2000  | Water Rats                    | Neil Wilson    | 3 episodios                      |

### Películas
| Año  | Serie                       | Personaje      | Notas                                                   |
| ---- | --------------------------- | -------------- | ------------------------------------------------------- |
| 2011 | Rotting Hill                | Garry          | corto - junto a Anna Hutchison y Bruce Hopkins          |
| 2011 | The Rum Diary               | Davey          | junto a Johnny Depp                                     |
| 2010 | 10 Days to Die              | Zac Freeman    | junto a Clare Bowen y Natalie Blair                     |
| 2010 | Red Dawn                    | Jake           | junto a Isabel Lucas, Josh Hutcherson y Chris Hemsworth |
| 2004 | The Mystery of Natalie Wood | Jimmy Williams | -                                                       |

### Apariciones
| Año  | Programa               | Notas                    |
| ---- | ---------------------- | ------------------------ |
| 2005 | Dancing with the Stars | 7 episodios - competidor |

## Premios y nominaciones
| Año  | Categoría                | Premio                         | Serie         | Resultado |
| ---- | ------------------------ | ------------------------------ | ------------- | --------- |
| 2005 | Fave Television Star     | Nickelodeon Kids Choice Awards | Home and Away | Ganó      |
| 2005 | Fave Pash                | Nickelodeon Kids Choice Awards | Home and Away | Ganó      |
| 2005 | Most Popular Male Talent | Logie Award                    | Home and Away | Nominado  |